# Mesa Range
Mesa Range är en bergskedja i Östantarktis. Nya Zeeland gör anspråk på området.